# Atletisme als Jocs Olímpics d'Estiu de 1932 - llançament de javelina masculí
El llançament de javelina masculí va ser una de les proves del programa d'atletisme disputades durant els Jocs Olímpics d'Estiu de Los Angeles de 1932. La prova es va disputar el 4 d'agost de 1932 i hi van prendre part 13 atletes de 7 nacions diferents. Es permetia un màxim de tres atletes per país. La competició fou guanyada per John Anderson, que va establir un nou rècord olímpics.

## Medallistes
| Or                   | Plata               | Bronze              |
| Matti Järvinen (FIN) | Matti Sippala (FIN) | Eino Penttilä (FIN) |

## Rècords
Aquests eren els rècords del món i olímpic que hi havia abans de la celebració dels Jocs Olímpics de 1932.
| Rècord del Món | 74,02 m | Matti Järvinen | Turku (FIN)     | 27 de juny de 1932 |
| Rècord Olímpic | 66,60 m | Erik Lundqvist | Amsterdam (NED) | 2 d'agost de 1928  |

Matti Järvinen va establir un nou rècord olímpic en el primer llançament amb 71,25 metres. En el tercer llançament el va millorar en arribar fins als 72,71 metres.

## Horari
| Data                     | Hora  | Ronda |
| ------------------------ | ----- | ----- |
| dijous 4 d'agost de 1932 | 14:30 | Final |

## Resultats
| Pos. | Atleta            | Nació        | Distància | 1     | 2     | 3     | 4     | 5     | 6     | Notes |
| ---- | ----------------- | ------------ | --------- | ----- | ----- | ----- | ----- | ----- | ----- | ----- |
| 1    | Matti Järvinen    | Finlàndia    | 72,71     | 71,25 | 70,42 | 72,71 | 71,31 | 72,56 | 67,93 | RO    |
| 2    | Matti Sippala     | Finlàndia    | 69,80     | 68,14 | 63,18 | 66,53 | 62,98 | 61,22 | 69,80 |       |
| 3    | Eino Penttilä     | Finlàndia    | 68,70     | 60,04 | 64,13 | 64,28 | 65,40 | 68,70 | 66,86 |       |
| 4    | Gottfried Weimann | Alemanya     | 68,18     | 68,18 | 57,58 | 60,42 | 61,19 | 61,45 | 65,24 |       |
| 5    | Lee Bartlett      | Estats Units | 64,46     | 64,46 | 64,44 | 62,62 | 57,30 | 61,47 | 59,55 |       |
| 6    | Ken Churchill     | Estats Units | 63,24     | 63,24 | 61,19 | 58,88 | N     | 58,07 | N     |       |
| 7    | Malcolm Metcalf   | Estats Units | 61,89     | 61,89 | 58,34 | 61,29 |       |       |       |       |
| 8    | Kosaku Sumiyoshi  | Japó         | 61,14     | N     | 61,14 | 60,13 |       |       |       |       |
| 9    | Olav Sunde        | Noruega      | 60,81     | 59,85 | 53,35 | 60,81 |       |       |       |       |
| 10   | Saburo Nagao      | Japó         | 59,83     | 59,34 | 59,83 | 59,01 |       |       |       |       |
| 11   | Heitor Medina     | Brasil       | 58,00     | 58,00 | 48,33 | N     |       |       |       |       |
| 12   | Adolfo Clouthier  | Mèxic        | 46,38     | 44,57 | N     | 46,38 |       |       |       |       |
| 13   | Miguel Camberos   | Mèxic        | 41,71     | 41,71 | N     | 38,60 |       |       |       |       |